# Romagnat
Romagnat település Franciaországban, Puy-de-Dôme megyében. Lakosainak száma 7905 fő (2022. január 1.). Romagnat Aubière, Beaumont, Pérignat-lès-Sarliève, La Roche-Blanche, Chanonat, Saint-Genès-Champanelle és Ceyrat községekkel határos.

## Népesség
A település népessége az elmúlt években az alábbi módon változott:
| Lakosok száma | 7997 | 7755 | 7799 | 7705 | 7793 | 7791 | 7833 | 7869 | 7905 |
|               | 2013 | 2015 | 2016 | 2017 | 2018 | 2019 | 2020 | 2021 | 2022 |